# ATP de Stuttgart de 2013
O ATP de Stuttgart de 2013 foi um torneio de tênis masculino disputado em quadras de saibro na cidade de Stuttgart, na Alemanha. Esta foi a 36ª edição do evento. 

## Distribuição de pontos
| Evento  | V   | F   | SF | QF | Segunda rodada | Primeira rodada | Q  | Q3 | Q2 | Q1 |
| Simples | 250 | 150 | 90 | 45 | 20             | 0               | 12 | 6  | 0  | 0  |
| Duplas  | 250 | 150 | 90 | 45 | 0              | —               | —  | —  | —  | —  |

## Chave de simples

### Cabeças de chave
| País | Jogador               | Rank1 | Cabeça |
| ---- | --------------------- | ----- | ------ |
| GER  | Tommy Haas            | 13    | 1      |
| GER  | Philipp Kohlschreiber | 18    | 2      |
| FRA  | Jérémy Chardy         | 25    | 3      |
| FRA  | Benoît Paire          | 27    | 4      |
| ITA  | Fabio Fognini         | 30    | 5      |
| GER  | Florian Mayer         | 34    | 6      |
| CZE  | Lukáš Rosol           | 35    | 7      |
| SVK  | Martin Kližan         | 36    | 8      |

- 1 Rankings como em 24 de junho de 2013

### Outros participantes
Os seguintes jogadores receberam convites para a chave de simples:
- Michael Berrer
- Robin Kern
- Florian Mayer

Os seguintes jogadores entraram na chave de simples através do qualificatório:
- Andreas Beck
- Nils Langer
- Daniel Muñoz de la Nava
- Alexander Ward

### Desistências
Antes do torneio
- Pablo Cuevas
- Grega Žemlja

Durante o torneio
- Michael Berrer (lesão no cotovelo esquerdo)

## Chave de duplas

### Cabeças de chave
| País | Jogador           | País | Jogador        | Rank1 | Cabeça |
| ---- | ----------------- | ---- | -------------- | ----- | ------ |
| ESP  | Marcel Granollers | ESP  | Marc López     | 7     | 1      |
| GER  | Andre Begemann    | GER  | Martin Emmrich | 87    | 2      |
| GBR  | Jamie Murray      | AUS  | John Peers     | 120   | 3      |
| GER  | Dustin Brown      | AUS  | Paul Hanley    | 123   | 4      |

- 1 Rankings como em 24 de junho de 2013

### Outros participantes
As seguintes parcerias receberam convites para a chave de duplas:
- Andreas Beck /  Michael Berrer
- Tommy Haas /  Robin Kern

### Desistências
Durante o torneio
- Michael Berrer (lesão no cotovelo esquerdo)

## Campeões

### Simples
- Fabio Fognini venceu  Philipp Kohlschreiber, 5–7, 6–4, 6–4

### Duplas
- Facundo Bagnis /  Thomaz Bellucci venceram  Tomasz Bednarek /  Mateusz Kowalczyk, 2–6, 6–4, [11–9]